# Maria Àngels Filella i Castells
Maria Àngels Filella i Castells és una escriptora nascuda a Lleida i molt lligada a aquesta ciutat. Va estudiar Filosofia i Lletres a la Universitat Autònoma de Barcelona (especialitat història contemporània). Com a escriptora d'investigació i de divulgació lligada a la teologia feminista, destaquen els següents títols:
- La mirada violeta: llegint els Evangelis amb ulls de dona (Lleida: Pagès Editors 2004)
- La poma del paradís: i si Eva no se l'hagués menjat? (Lleida: Pagès Editors 2006)

En ambdós llibres fa una denúncia de les injustícies del patriarcat catòlic. En el primer rescata les dones del Nou Testament oblidades per la tradició patriarcal o presentades de manera esbiaixada per la tradició de l'Església. En el segon denuncia les contradiccions teològiques o les injustícies històriques que des de la institució eclesiàstica s'han comès.